# Berkelaue (COE-036)
Koordinaten: 51° 56′ 47″ N, 7° 5′ 59″ O
Das Naturschutzgebiet Berkelaue (COE-036) liegt auf dem Gebiet der Stadt Coesfeld im Kreis Coesfeld in Nordrhein-Westfalen.
Das Gebiet erstreckt sich westlich der Kernstadt Coesfeld entlang der Berkel, eines Nebenflusses der IJssel. Nördlich des Gebietes verläuft die Kreisstraße K 46 und südlich die B 525.

## Bedeutung
Das etwa 47,9 ha große Gebiet wurde im Jahr 1994 unter der Schlüsselnummer COE-036 unter Naturschutz gestellt. Hauptentwicklungsziel ist die naturnahe Umgestaltung des Berkellaufes durch Sohlanhebung, Verzahnung mit der umgebenden Aue, durchgehende Einrichtung von extensiv als Grünland genutzten Uferrandstreifen und Aufhebung der die Durchgängigkeit unterbrechenden Stauhaltungen.